# Fredede bygninger i Gribskov Kommune
Denne liste over fredede bygninger i Gribskov Kommune viser alle fredede bygninger i Gribskov Kommune, bortset fra kirker. Listen bygger på data fra Kulturarvsstyrelsen.
| Sagsnavn                             | Komplekstype      | Opførelsesår | Adresse                                   | Koordinater                                   | Fredningsår (1. fredning) | ID (Link til Kulturarv.dk) | Billede     |
| ------------------------------------ | ----------------- | ------------ | ----------------------------------------- | --------------------------------------------- | ------------------------- | -------------------------- | ----------- |
| Esrum Kloster                        |                   | 1200         | Klostergade 11A, 3230 Græsted             | 56°02′51″N 12°22′38″Ø / 56.04744°N 12.37733°Ø |                           | 270-5796-1                 | Upload foto |
| Esrum Møllegård                      |                   | 1877         | Klostergade 12A, 3230 Græsted             | 56°02′47″N 12°22′37″Ø / 56.04630°N 12.37698°Ø |                           | 270-5797-1                 | Upload foto |
| Esrum Møllegård                      |                   | 1877         | Klostergade 12A, 3230 Græsted             | 56°02′47″N 12°22′37″Ø / 56.04630°N 12.37698°Ø |                           | 270-5797-4                 | Upload foto |
| Esrum Møllegård                      |                   | 1877         | Klostergade 12B, 3230 Græsted             | 56°02′46″N 12°22′37″Ø / 56.04599°N 12.37686°Ø |                           | 270-5797-2                 | Upload foto |
| Esrum Møllegård                      |                   | 1877         | Klostergade 12C, 3230 Græsted             | 56°02′47″N 12°22′38″Ø / 56.04637°N 12.37726°Ø |                           | 270-5797-6                 | Upload foto |
| Esrum Møllegård                      |                   | 1877         | Klostergade 12D, 3230 Græsted             | 56°02′46″N 12°22′38″Ø / 56.04615°N 12.37713°Ø |                           | 270-5797-3                 | Upload foto |
| Fiskerhuset                          |                   | 1777         | Østergade 10, 3250 Gilleleje              | 56°07′25″N 12°18′35″Ø / 56.12371°N 12.30982°Ø |                           | 270-12936-1                | Upload foto |
| Fiskerhuset                          |                   |              | Østergade 10, 3250 Gilleleje              | 56°07′25″N 12°18′35″Ø / 56.12371°N 12.30982°Ø |                           | 270-12936-2                | Upload foto |
| Kongensgave                          |                   | 1830         | Østergade 55, 3200 Helsinge               | 56°01′27″N 12°12′27″Ø / 56.02430°N 12.20747°Ø |                           | 270-27612-1                | Upload foto |
| Munkeruphus                          |                   | 1916         | Munkerup Strandvej 78, 3120 Dronningmølle | 56°06′34″N 12°21′56″Ø / 56.10950°N 12.36549°Ø |                           | 270-15942-1                | Upload foto |
| Munkeruphus                          |                   |              | Munkerup Strandvej 78, 3120 Dronningmølle | 56°06′34″N 12°21′56″Ø / 56.10950°N 12.36549°Ø |                           | 270-15942-3                | Upload foto |
| Nakkehoved Fyr                       |                   | 1772         | Fyrvejen 27, 3250 Gilleleje               | 56°07′09″N 12°20′59″Ø / 56.11910°N 12.34962°Ø |                           | 270-3490-1                 | Upload foto |
| Nakkehoved Fyr                       |                   | 1772         | Fyrvejen 29A, 3250 Gilleleje              | 56°07′08″N 12°20′57″Ø / 56.11901°N 12.34920°Ø |                           | 270-15789-1                | Upload foto |
| Nakkehoved Vestre Fyr                | Fyrtårn           |              | Fyrvejen 25A, 3250 Gilleleje              | 56°07′09″N 12°20′35″Ø / 56.11917°N 12.34302°Ø |                           | 270-3489-1                 | Upload foto |
| Nakkehoved Vestre Fyr                | Fyrassistentbolig |              | Fyrvejen 25A, 3250 Gilleleje              | 56°07′09″N 12°20′35″Ø / 56.11917°N 12.34302°Ø |                           | 270-3489-2                 | Upload foto |
| Pibe Mølle                           |                   | 1789         | Høbjergvej 34, 3200 Helsinge              | 55°59′44″N 12°13′23″Ø / 55.99554°N 12.22310°Ø |                           | 270-20743-2                | Upload foto |
| Rigmor Stampes Vej 15                |                   | 1957         | Rigmor Stampes Vej 15, 3220 Tisvildeleje  | 56°02′53″N 12°05′50″Ø / 56.04814°N 12.09727°Ø |                           | 270-23967-4                | Upload foto |
| Rudolph Tegners Museum og Statuepark |                   | 1937         | Museumsvej 19, 3120 Dronningmølle         | 56°05′11″N 12°24′02″Ø / 56.08643°N 12.40057°Ø |                           | 270-7063-2                 | Upload foto |
| Rågegården                           |                   | 1915         | Rågeleje Strandvej 1A, 3210 Vejby         | 56°06′22″N 12°10′43″Ø / 56.10609°N 12.17851°Ø |                           | 270-8871-1                 | Upload foto |
| Sandflugtsmonumentet ved Tisvilde    | Monument          |              | Alleen 0, 3220 Tisvildeleje               | 56°03′09″N 12°05′58″Ø / 56.05261°N 12.09940°Ø |                           | 270--1--1                  | Upload foto |
| Silkebjerg 3                         |                   | 1932         | Silkebjerg 3, 3220 Tisvildeleje           | 56°02′05″N 12°05′56″Ø / 56.03475°N 12.09879°Ø |                           | 270-24644-1                | Upload foto |
| Strandvejen 20                       |                   | 1953         | Strandvejen 20, 3220 Tisvildeleje         | 56°03′51″N 12°04′52″Ø / 56.06423°N 12.08122°Ø |                           | 270-25755-1                | Upload foto |